# Luffo Numai

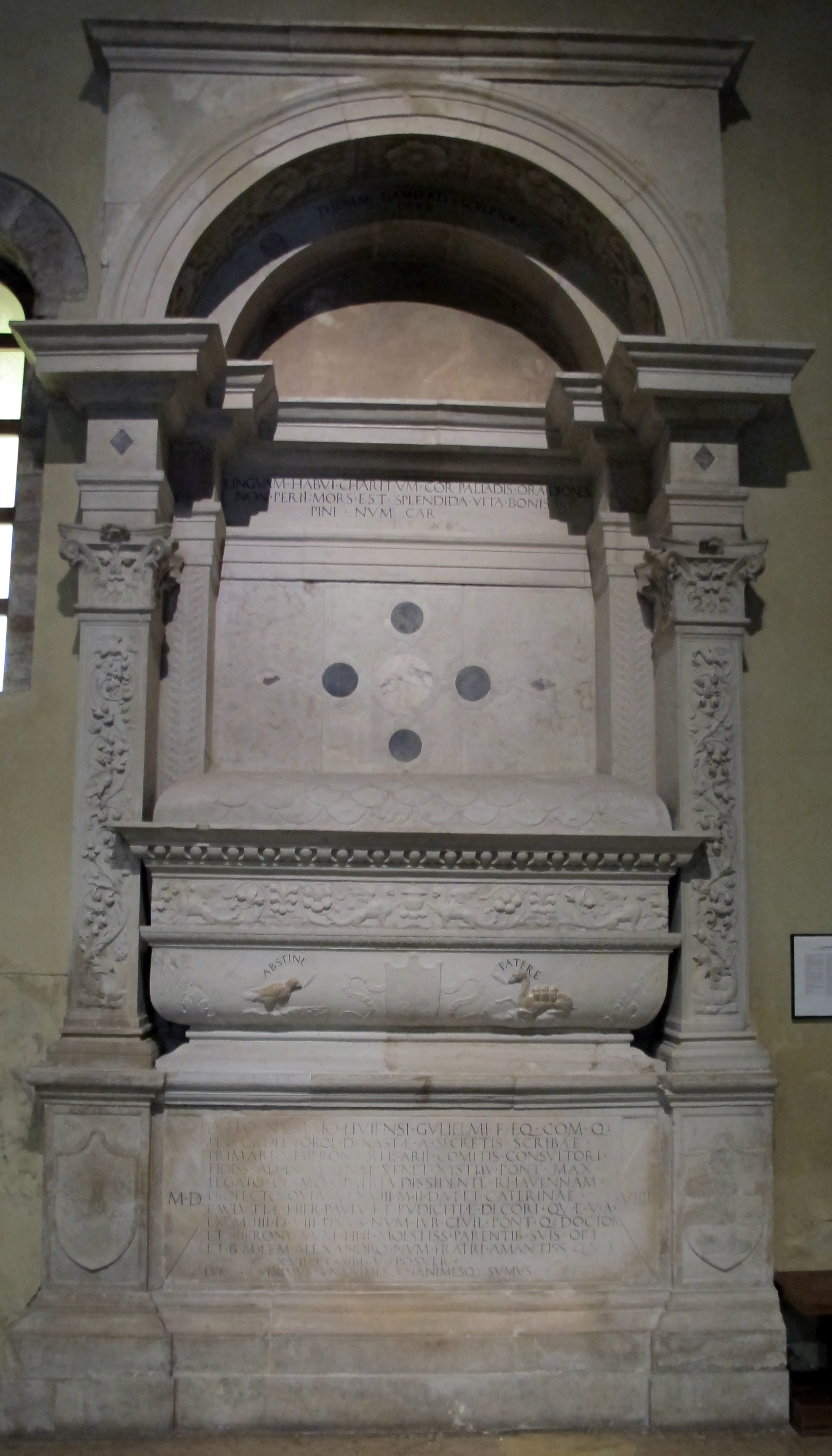
Monumento a Luffo Numai di Tommaso Fiamberti, nella chiesa di San Francesco a Ravenna.

Luffo Numai (Forlì, XV secolo – 1509) è stato un politico italiano.

## Biografia
Appartenente alla nobile e antica famiglia dei Numai, ricoprì cariche di rilievo e condusse una vita molto agiata. Fu segretario di Pino III Ordelaffi, e consigliere sia di Sinibaldo II Ordelaffi sia di Caterina Sforza. Caterina anzi affidò a lui il figlio Giovanni dalle Bande Nere, rimasto orfano in tenera età.
In rappresentanza della cittadinanza forlivese, partecipò alle trattative con Cesare Borgia, mentre questi tentava di conquistare la città e la sua principale rocca, quella di Ravaldino, difesa da Caterina Sforza. Ospitò perfino Cesare Borgia in casa propria.
Protesse le arti e, in particolare, volle far erigere, per sé e sua moglie, Caterina Paulucci, un pregevole monumento funebre nella Basilica di San Pellegrino Laziosi a Forlì, un rilievo opera dello scultore Tommaso Fiamberti e Giovanni Ricci (1502). A Fiamberti commissionò un secondo monumento funebre, eretto nella chiesa di San Francesco a Ravenna.